# Байдошвили, Иван Васильевич
Иван Васильевич Байдошвили (1914-1976 село Магаро, Сигнахский уезд, Тифлисская губерния, Российская империя — неизвестно, село Магаро, Сигнахский район, Грузинская ССР) — бригадир тракторной бригады колхоза села Магаро Сигнахского района, Грузинская ССР. Герой Социалистического Труда (1966).

## Биография
Родился в 1914 году в крестьянской семье в селе Магаро Сигнахского уезда. Окончил местную начальную школу. Трудился в сельском хозяйстве. После окончания курсов трактористов с 1934 года работал механизатором, затем с 1939 года — бригадиром тракторной бригады Сигнахской МТС до призыва в августе 1941 года в Красную Армию по мобилизации. С 1938 года — член ВКП(б). С сентября 1942 года участвовал в Великой Отечественной войны. Воевал орудийным номеров в составе 693-го артиллерийского полка 156-й тяжёлой гаубичной артиллерийской бригады 50-й Армии. В июле 1944 года получил ранение. После демобилизации возвратился на родину, где продолжил трудиться бригадиром тракторной бригады Сигнахской МТС.
После регорганизации Сигнахской МТС в 1958 году в колхоз села Магаро трудился бригадиром тракторной бригады в этом же колхозе. Бригада под его руководством ежегодно показывала высокие трудовые результаты в годы Семилетки (1959—1965). Благодаря трудовой деятельности тракторной бригады Ивана Байдошвили колхоз сдал государству в 1964 году в среднем с каждого гектара по 15,8 центнеров кукурузы с площади 150 гектаров вместо запланированных 12 центнеров, в 1965 года — по 16 центнеров кукурузы и по 15,8 центнера подсолнечника в среднем с каждого гектара с площади 100 гектаров. Указом Президиума Верховного Совета СССР от 2 апреля 1966 года удостоен звания Героя Социалистического Труда за «достигнутые успехи в развитии сельского хозяйства, промышленности и науки Грузинской ССР» с вручением ордена Ленина и золотой медали «Серп и Молот» (№ 10085).
За досрочное выполнение принятых социалистических обязательств и плановых заданий по итогам Девятой пятилетки (1971—1975) был награждён Орденом Октябрьской Революции.
После выхода на пенсию проживал в родном селе Магаро. Дата его смерти не установлена.
Награды
- Герой Социалистического Труда
- Орден Ленина
- Орден Октябрьской Революции (14.02.1975)
- Медаль «За отвагу» (08.07.1944)
- Медаль «За боевые заслуги» (09.05.1945)
- Медаль «За трудовую доблесть» (19.05.1951)